# Troubat
Troubat (gaskognisch Trobath) ist eine französische Gemeinde mit 75 Einwohnern (Stand 1. Januar 2022) im Département Hautes-Pyrénées in der Region Okzitanien; sie gehört zum Arrondissement Bagnères-de-Bigorre und zum Gemeindeverband Neste Barousse. Seine Bewohner nennen sich Troubatais/Troubataises.

## Geografie
Troubat liegt rund 50 Kilometer südöstlich der Stadt Tarbes im Osten des Départements Hautes-Pyrénées. Die Gemeinde besteht aus dem Dorf Troubat sowie wenigen Häusergruppen und Einzelgehöften. Weite Teile der Gemeinde sind Bergland und bewaldet. Die Ourse durchzieht die Gemeinde nordwärts und bildet teilweise die Gemeindegrenze. Höchster Punkt der Gemeinde ist der Mail de Tépé an der westlichen Gemeindegrenze. Verkehrstechnisch liegt die Gemeinde an der D22.

## Geschichte
Funde einer Maske des römischen Gottes Janus belegen eine Besiedlung seit der Frühzeit. Der Ort wurde erstmals indirekt im Jahr 1387 als de Trobato in einem Kirchenregister der Grafschaft Comminges erwähnt. Im Mittelalter lag der Ort innerhalb der Grafschaft Barousse in der Region Armagnac, die ein Teil der Provinz Gascogne war. Die Gemeinde gehörte von 1793 bis 1801 zum District La Barthe. Zudem lag Troubat von 1793 bis 2015 im Kanton Mauléon-Barousse. Die Gemeinde ist seit 1801 dem Arrondissement Bagnères-de-Bigorre zugeteilt.

### Bevölkerungsentwicklung
| Jahr                       | 1962 | 1968 | 1975 | 1982 | 1990 | 1999 | 2006 | 2014 | 2020 |
| Einwohner                  | 78   | 77   | 51   | 41   | 35   | 53   | 53   | 68   | 75   |
| Quellen: Cassini und INSEE |      |      |      |      |      |      |      |      |      |

## Sehenswürdigkeiten
- Kirche Saint-Pierre
- Denkmal für die Gefallenen[1]
- Brunnen aus dem Jahr 1813
- privates Grabmal neben dem Friedhof
- Taubenschlag
- regionaltypische alte Häuser im Dorf
- ehemalige Schule
- zwei Lavoirs (ehemalige Waschhäuser)
- Kliff, Kletterwand für Bergsteiger
- Grotten von Troubat (Grotte Sainte-Araille)

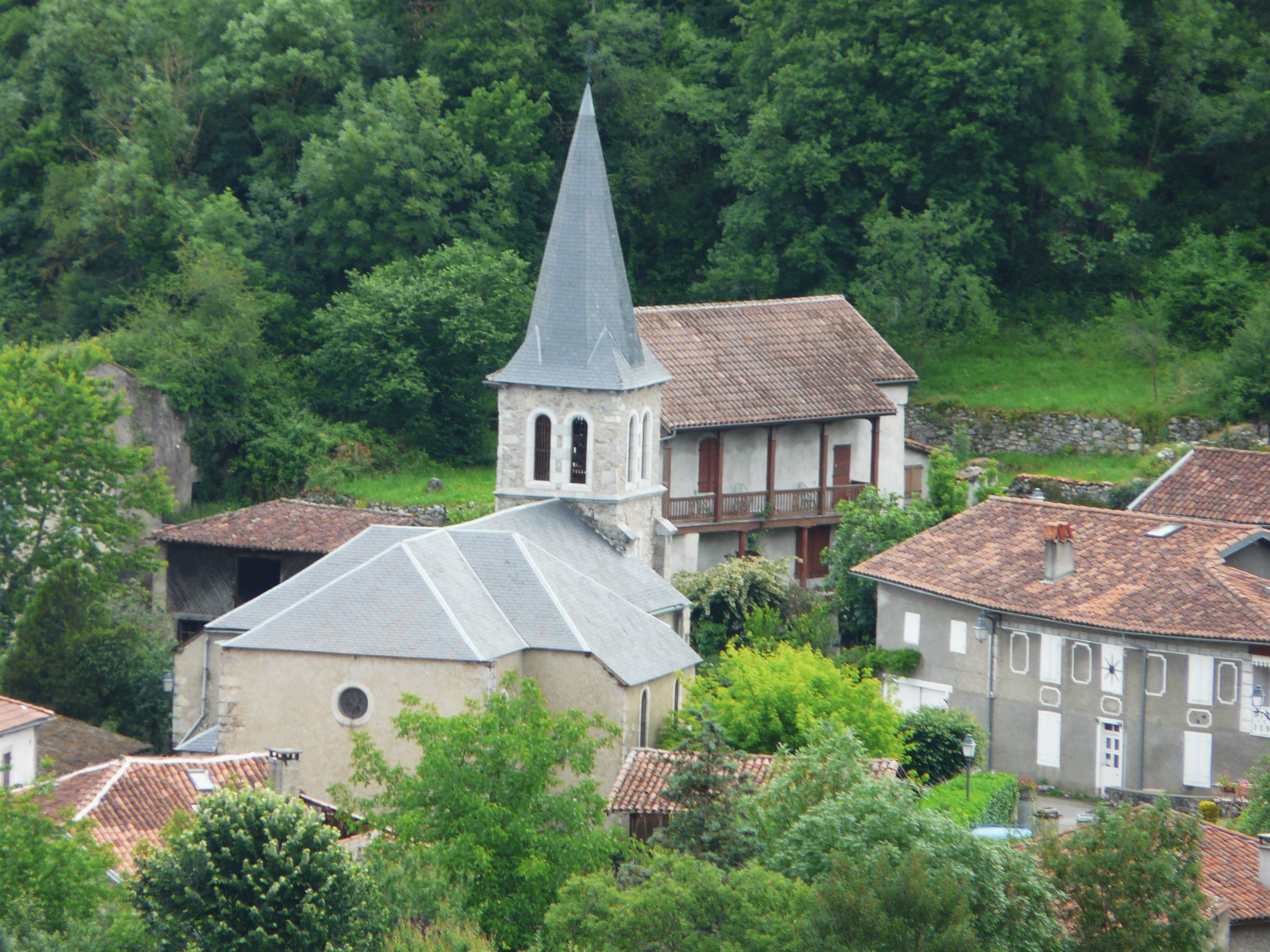
Kirche Saint-Pierre
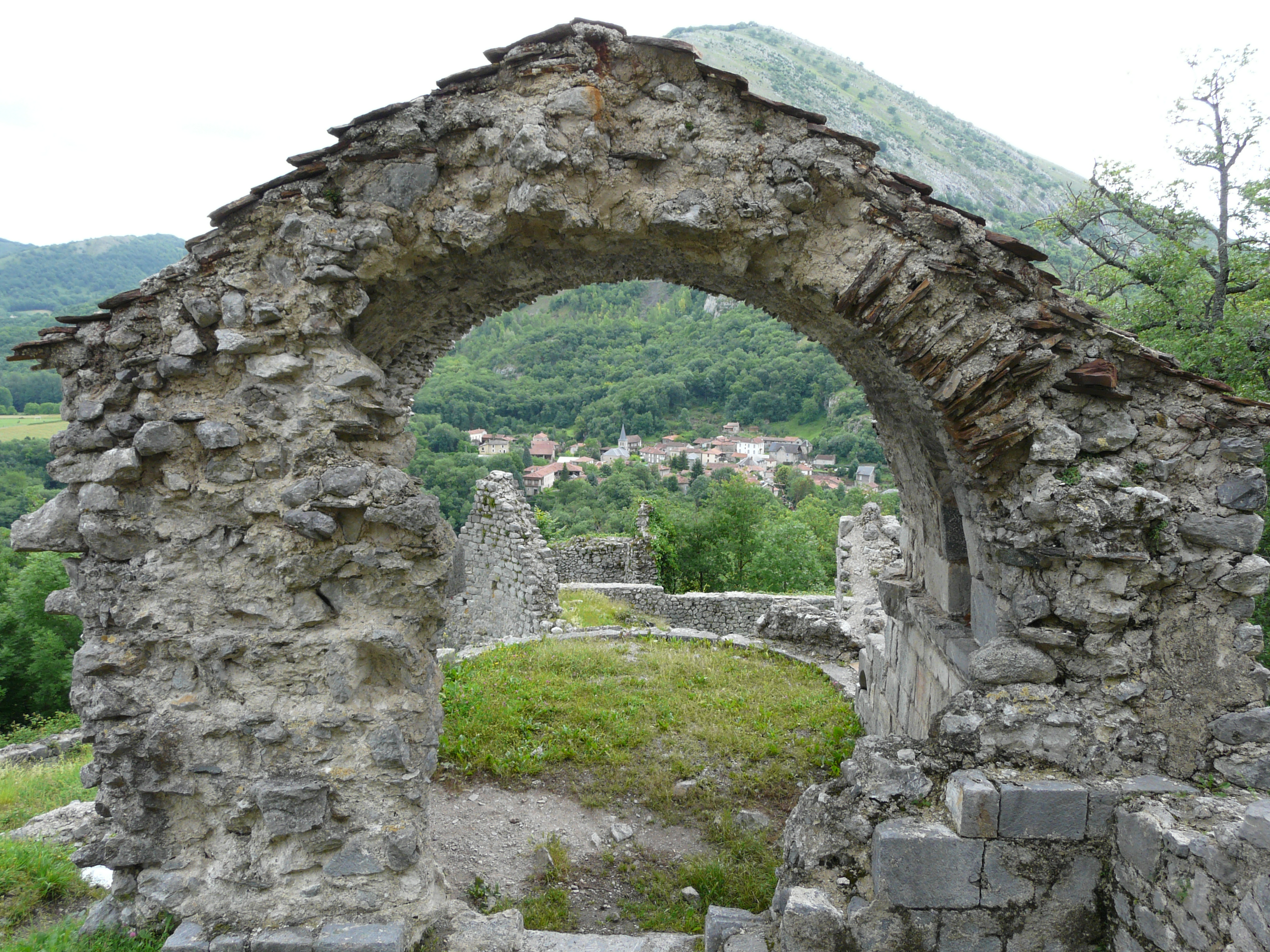
Ruinen der ehemaligen Burg der Grafen von Comminges
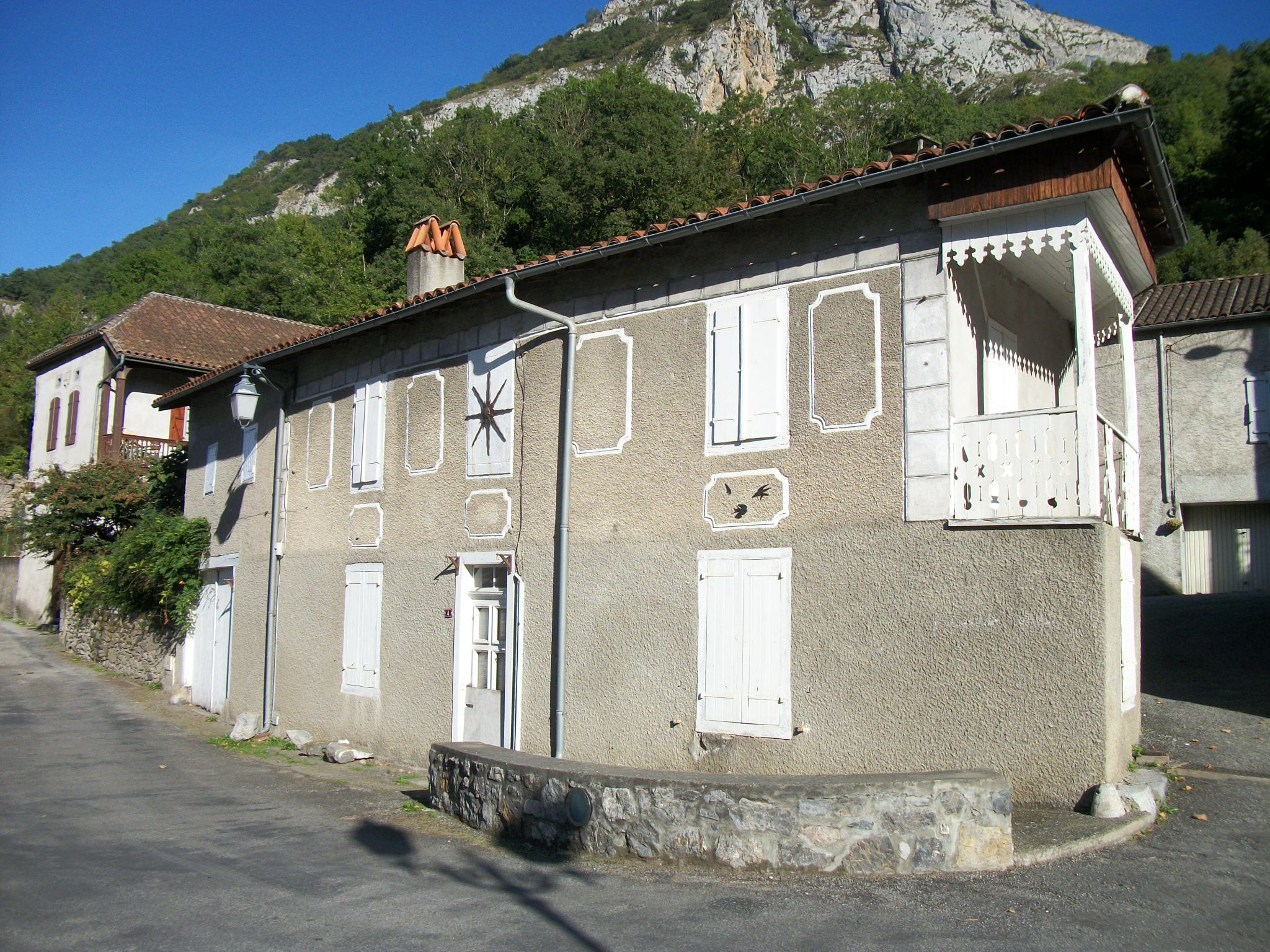
Typisches Haus der Gegend